# Гёреме
Гёреме (тур. Göreme) — город в Турции. Административно относится к району Невшехир провинции Невшехир. Расположен у входа в одноимённую долину в центральной части Малой Азии, в исторической области Каппадокия, где сосредоточено множество пещерных храмов (скальных монастырей) византийского времени. Развит туризм. Самой известной достопримечательностью является  музей под открытым небом Национальный парк Гёреме. Скальные постройки Гёреме включены в  список объектов всемирного наследия ЮНЕСКО в Турции.

## Название
Древний город с храмом Артемиды Таврической, культ которой слился с культом Анаиты, Энио и Беллоны, назывался Корама (др.-греч. Κόραμα). В византийскую эпоху город назывался Матиана (Matiana), затем Мачан (Maccan) и Авджилар (Avcılar).

## История
В области города найдены 15 античных погребений и некрополь римского времени. 
В расположенном поблизости Чавушине в апсиде базилики св. Иоанна Предтечи находилась рука мученика Иерона Мелитинского, привлекавшая множество паломников. В VII—VIII веках рядом с базиликой возникли монашеские поселения. Затем эти места пришли в запустение, связанное с набегами арабов. В X—XI веках вновь началось заселение монахами, возобновилось паломничество, Матиана — резиденция епископа.